# Steve Aoki

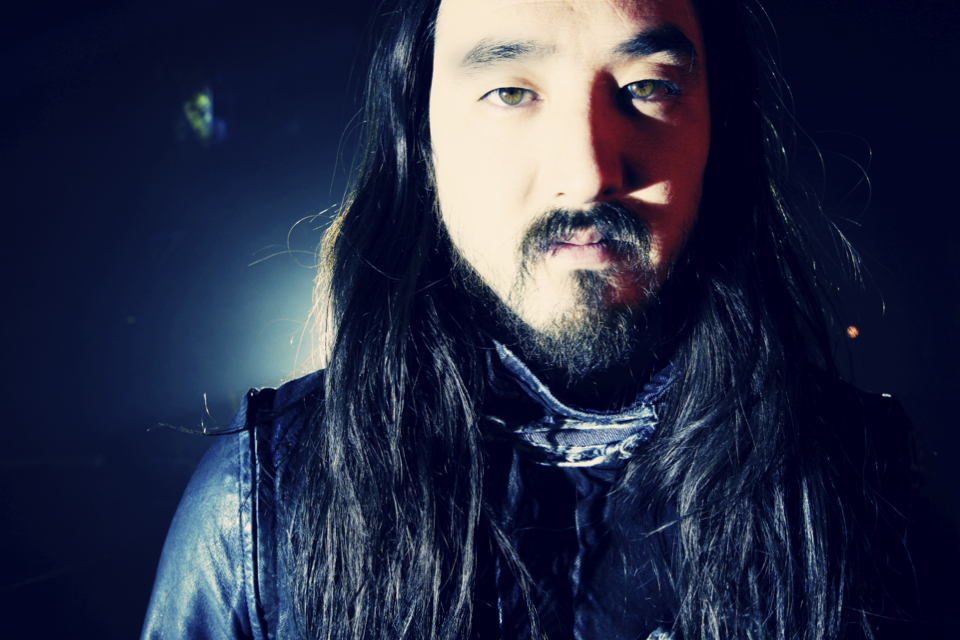
Steve Aoki (2014)

Steven Hiroyuki „Steve“ Aoki (* 30. November 1977 in Miami, Florida) ist ein US-amerikanischer Electro-House-DJ, Musiker und Musikproduzent. Er feierte mit seinem Remix zu Pursuit of Happiness und der Single Boneless zwei seiner größten Erfolge in der Club- und Festival-Szene. Kommerziell machte er sich insbesondere mit den Liedern A Light That Never Comes und Just Hold On einen Namen. Zusammen mit dem belgischen DJ-Duo Dimitri Vegas & Like Mike tritt er gelegentlich als 3 Are Legend auf.

## Leben

### Bis 2009: Musikalische Anfänge

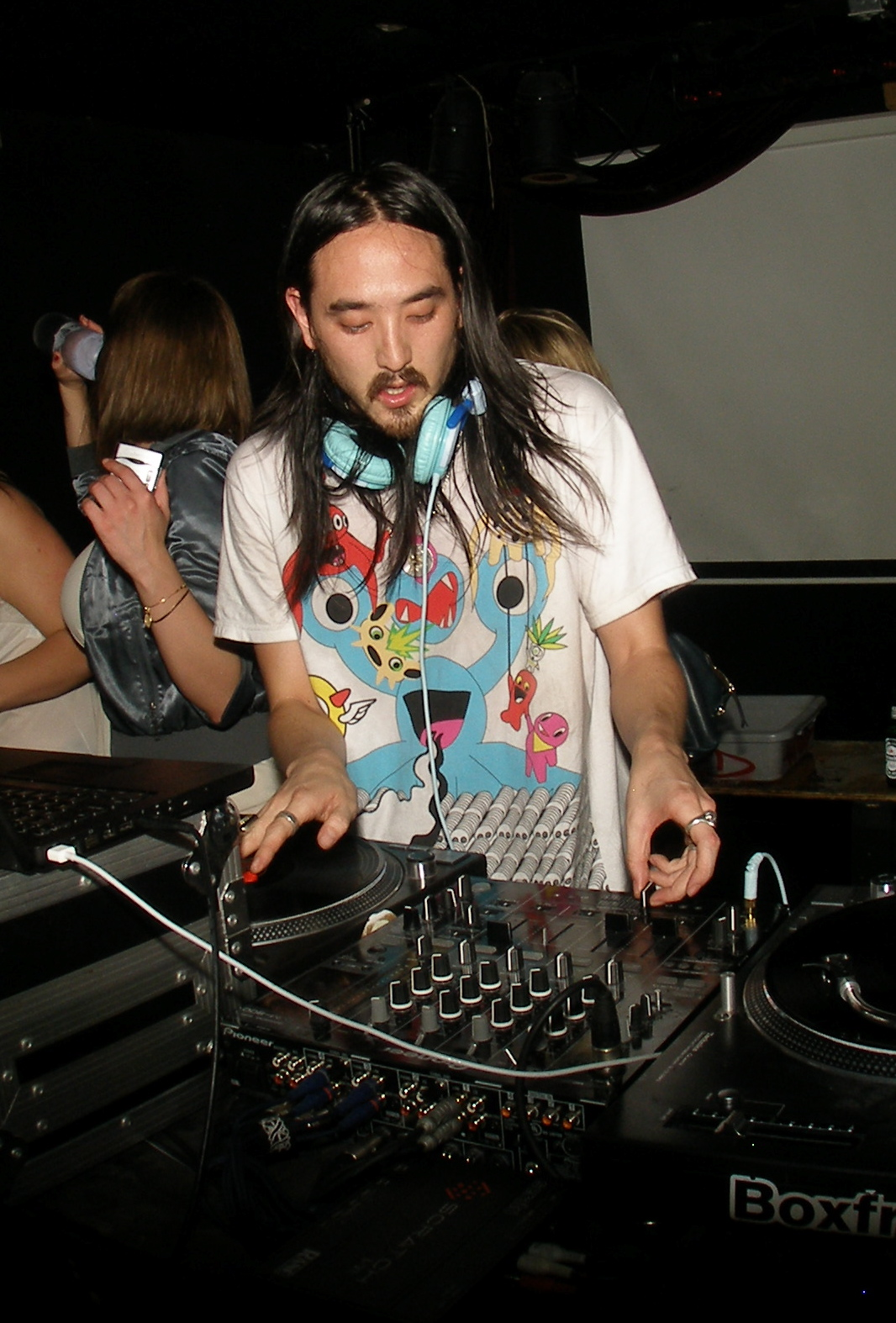
Steve Aoki (2008)

Steve Aoki wurde in Miami geboren und wuchs in Newport Beach, Kalifornien auf. Er ist das dritte von fünf Kindern des japanisch-amerikanischen Ringers und Gründer der Restaurant-Kette Benihana, Rocky Aoki und Chizuru Kobayashi. Er hat noch drei jüngere Halbgeschwister, darunter das Model Devon Aoki. Aoki besuchte die University of California in Santa Barbara (UCSB) und erlangte zwei Bachelor-Abschlüsse in Feminist Studies und Soziologie. In der Schule produzierte er Do-it-yourself-Platten und gab Underground-Konzerte in dem Biko-Zimmer seines Studentenwohnheims. Dieses befand sich in Isla Vista unmittelbar bei der UCSB. Dank der Konzerte wurde die Wohnung später in „The Pickle Patch“ umbenannt. Aoki war auch in den Studentenaktivismus der UCSB involviert und war Begründer eines revolutionären Antiimperialisierungsprozess der Universität.
1996 gründete er noch auf der Universität sein eigenes Plattenlabel „Dim Mak“, basierend auf dem selbigen Begriff der chinesischen Kampfkunst, was auf seinen Kindheitshelden Bruce Lee verweist. Das Label veröffentlicht seine Musik und andere Electro-House-Künstler wie MSTRKRFT oder The Bloody Beetroots, während Aoki weltweit als DJ unterwegs ist. Im Mai 2006 wurde Aoki Vorstandsmitglied für MC5-Bassist Michael Davis’ Music Is Revolution Foundation, einer Non-Profit-Organisation, die Musikunterricht in öffentlichen Schulen anbietet. 2006 kam die DIM MAK Collection als Modelabel hinzu. Aokis Debütalbum Pillowface and His Airplane Chronicles erschien im Januar 2008. Es lässt sich in die Kategorie Mixtape einordnen und erreichte Platz acht in den US-amerikanischen Dance-Charts.
In den Folgejahren remixte Steve Aoki viele Musiker und Bands, darunter Duran Duran, Drake, Lenny Kravitz, Bloc Party, Snoop Dogg, Peaches, Kid Cudi oder Robin Thicke.

### 2010 bis 2012: Kommerzieller Durchbruch
Im März 2010 veröffentlichte Aoki I’m in the House, eine Zusammenarbeit mit Zuper Blahq, einem Pseudonym von The-Black-Eyed-Peas-Sänger Will.i.am. Das Lied zeichnet Aokis ersten kommerziellen Erfolg ab. Es erreichte Platz 29 in den UK-Singles-Charts in der ersten Woche und stieg später bis in die Top fünf der UK-Dance- und UK-Indie-Charts ein. Weiterhin wurde der Track in einer Episode von MTV’s Jersey Shore sowie im Spielfilm Piranha 3D und dem Trailer für Think Like A Man verwendet.
2011 brachte er erst mit Turbulence, einer Kollaboration mit Lil Jon und Laidback Luke, dann mit No Beef, einer Zusammenarbeit mit Afrojack und Miss Palmer, zwei erfolgreiche Singles heraus. Beide erreichten eine Platzierung in den britischen Single-Charts. Letztere konnte auch in weiteren europäischen Ländern eine Platzierung erreichen und war als Bonus-Track Teil des Albums Wonderland. Später im Jahr arbeitete er zudem mit Tiësto zusammen.
Aokis erstes Soloalbum Wonderland wurde im Januar 2012 veröffentlicht und verfügt über Gastbeiträge von unter anderem LMFAO, Kid Cudi, Travis Barker und Wynter Gordon. Aoki wurde für das Studioalbum bei den Grammy Awards 2013 in der Kategorie „Dance-/Electronic-Album“ nominiert. Ein Remix-Album folgte kurz danach. Im Frühjahr 2012 produzierte er einen Remix zu Kid Cudis Song Pursuit of Happiness. Dieser wurde am 13. April 2012 als iTunes-Einzeltrack veröffentlicht. Durch hohe Download-Zahlen erreichte er in Deutschland und Österreich die offiziellen Single-Charts. Support erhielt der Remix insbesondere durch seine Verwendung in dem Kinofilm Project X. Am 11. Dezember 2012 veröffentlichte Aoki die Drei-Track-EP It's the End of the World as We Know It.

### 2013 bis 2014:Neon Future I

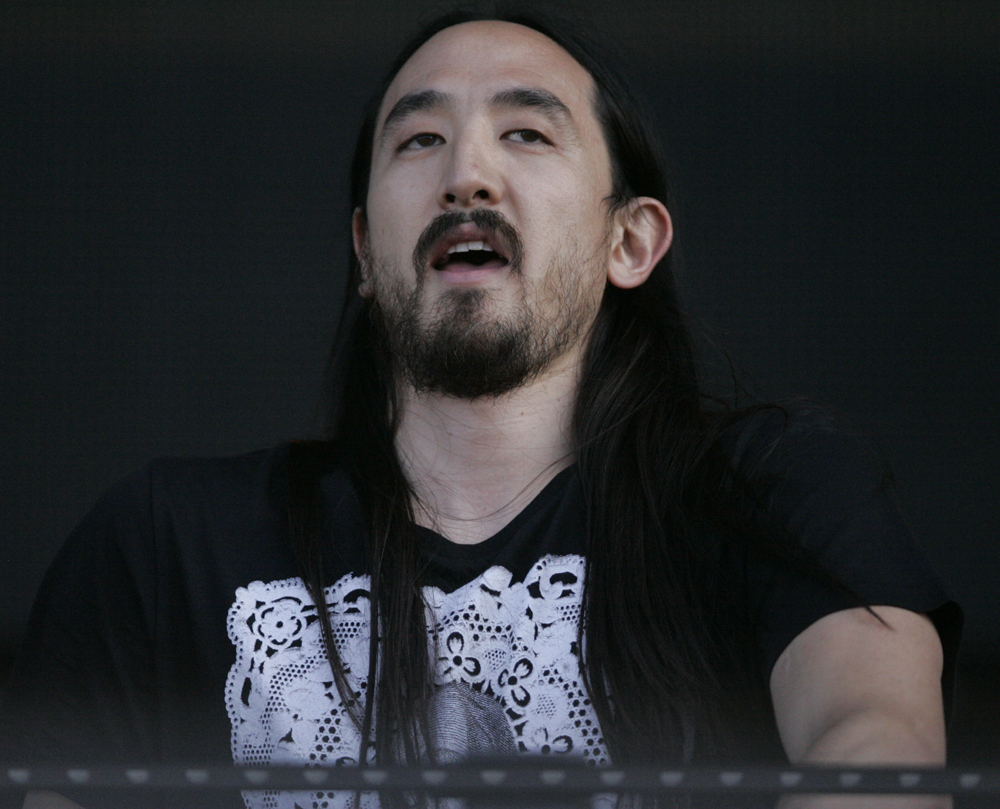
Steve Aoki (2013)

Im Jahr 2013 erreichte er mit dem Instrumentalstück Boneless die Charts zahlreicher Länder, darunter die obere Charthälfte in Deutschland und Österreich. Der Track entstand in Zusammenarbeit mit Chris Lake und Tujamo. Ein paar Monate später erschien eine Vocal-Version des Liedes mit dem US-amerikanischen Rapper Kid Ink, die den Song wieder hoch in die Charts brachte und auch den Sprung in die US Hot-100 schaffte. Geschrieben wurde der Songtext gemeinsam mit dem Kanadischen Singer-Songwriter Jenson Vaughan.
Einen weiteren Erfolg verzeichnet ihm das Lied A Light That Never Comes, das er gemeinsam mit der Rock-Band Linkin Park produzierte. Er erreichte mit dem Stück erstmals die Top 10 der deutschen sowie erstmals die US-amerikanischen Single-Charts. Zudem war das Lied im Kinofilm The Expendables 3 zu hören. Zeitgleich wurde ein Follow-Up angekündigt. Eine Remix-EP enthielt unter anderem Remixe von Coone, Twoloud und Vicetone. Kurz darauf erreichte Aoki den sechsten Platz bei den „America’s-Best-DJs“-Votes des DJ Times-Magazine und Pioneer-DJ.
Aoki gehört nach der Forbes-Liste 2013 zu den bestbezahlten DJs der Welt. In Ranking des DJ Magazines erreichte Aoki 2013 den 8. Platz. In der US-Serie Arrow hatte Aoki 2013 einen Cameoauftritt.
Im Rahmen der Winter Music Conference 2014 in Miami hatten Steve Aoki und Dimitri Vegas & Like Mike am 28. März 2014 ihren ersten gemeinsamen Auftritt unter dem Pseudonym 3 Are Legend. Als Trio traten sie unter anderem bei Tomorrowland, Creamfields 2014 sowie bei Ultra 2015 auf. Ihren gemeinsamen Track We Are Legend nutzten sie dabei als Intro-Song, doch aufgrund fehlender Vocals beschlossen sie, eine Veröffentlichung vorab nicht in Erwägung zu ziehen. Stattdessen veröffentlichten sie im Mai 2016 eine Kollaboration gemeinsam mit Ummet Ozcan unter dem Titel Melody, die sich bereits vorab zu einem großen Festival-Hit entwickelte.
Im Oktober 2014 erschien sein zweites Studioalbum Neon Future I. Darauf befanden sich unter anderem Lieder mit Fall Out Boy, will.i.am und Machine Gun Kelly. Bereits am 22. April 2014 erschien Rage the Night Away mit Waka Flocka Flame als erste Single-Auskopplung. Free the Madness mit Machine Gun Kelly erschien im Juni 2014 und Get Me Outta Here im September 2014 als weitere Vorboten. Neon Future I konnte sich unter anderem in Österreich, der Schweiz und den USA in den Album-Charts platzieren. Bis zur Veröffentlichung des zweiten Parts wurden außerdem Born to Get Wild mit Will.i.am, Back to Earth mit Fall Out Boy, Afroki mit Afrojack und Neon Future mit Empire of the Sun als eigenständige Singles veröffentlicht.

### 2015:Neon Future II

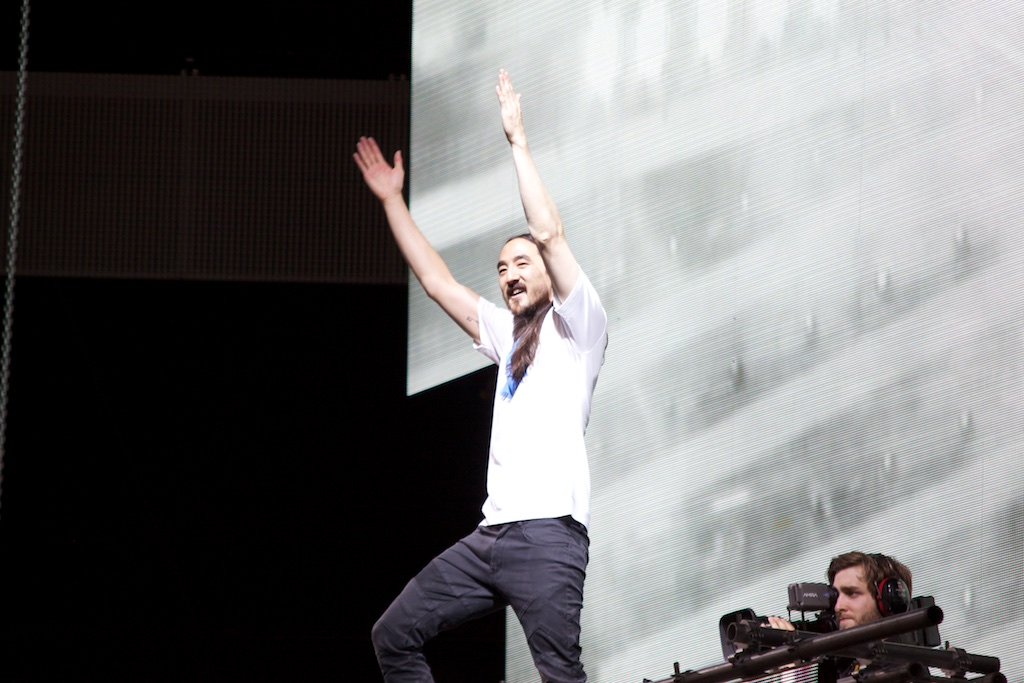
Steve Aoki auf dem World Club Dome (2015)

Am 7. Januar 2015 veröffentlichte Aoki auf SoundCloud den Song Cake Face. Dieser basiert auf seinem Trend, bei sämtlichen Live-Auftritten mehreren Fans Torten ins Gesicht zu werfen.
Am 12. Mai 2015 folgte Neon Future II. Auf diesem Album befinden sich Kollaborationen mit unter anderem Snoop Dogg, Walk Off the Earth und Linkin Park. Die mittlerweile zweite Aufnahme mit der Band um Mike Shinoda erschien bereits am 14. April 2015 unter dem Titel Darker Than Blood. Obwohl das Lied ein sehr positives Feedback erhielt, konnte es nicht annähernd an den Erfolg seines Vorgängers anschließen und es blieb jegliche Chartplatzierung aus. Mit I Love It When You Cry (Moxoki) zusammen mit Moxi Raia, Lightning Strikes mit Tony Junior und Nervo, Home We’ll Go (Take My Hand) mit Walk Off the Earth und Youth Dem (Turn Up) mit Snoop Dogg folgen vier weitere Single-Auskopplungen.
Im Mai 2015 wurde Aoki von einem seiner Fans verklagt, da er ihr während eines Auftritts durch einen Sprung in ein Schlauchboot, das zum Stagediven vom Publikum hochgehalten wurde, das Genick gebrochen habe. Die Frau befand sich vermutlich direkt unter dem Schlauchboot.
Der Soundtrack des im September 2015 erschienene Science-Fiction-Film The Hive beinhaltet eine Reihe an Tracks seines Studioalbums Neon Future.
Am 2. Oktober 2015 veröffentlichte er zusammen mit Headhunterz das Lied Power of Now, welches ein Crossover zwischen Steve Aokis Big-Room- und Headys Hardstyle-Sound darstellt. Doch aus unbekannten Gründen blieb selbst auf Beatport, wo beide mit beinahe jeder Single in den Top 10 landen jeglicher Erfolg aus. Auch die Vocal-Version Feel, die als Soundtrack des Filmes Point Break verwendet wurde, konnte keinen großen Erfolg einbringen. Zu finden war der Song auch auf der Neon Future Special-Edition Odyssey, auf der alle Lieder beider Versionen sowie auch weitere Aufnahmen außerhalb der Alben zu enthalten sind.
Im Dezember 2015 heiratete er auf Hawaii seine langjährige Freundin Tiernan Cowling.

### 2016: Kommerzielle Singles & Dokumentation

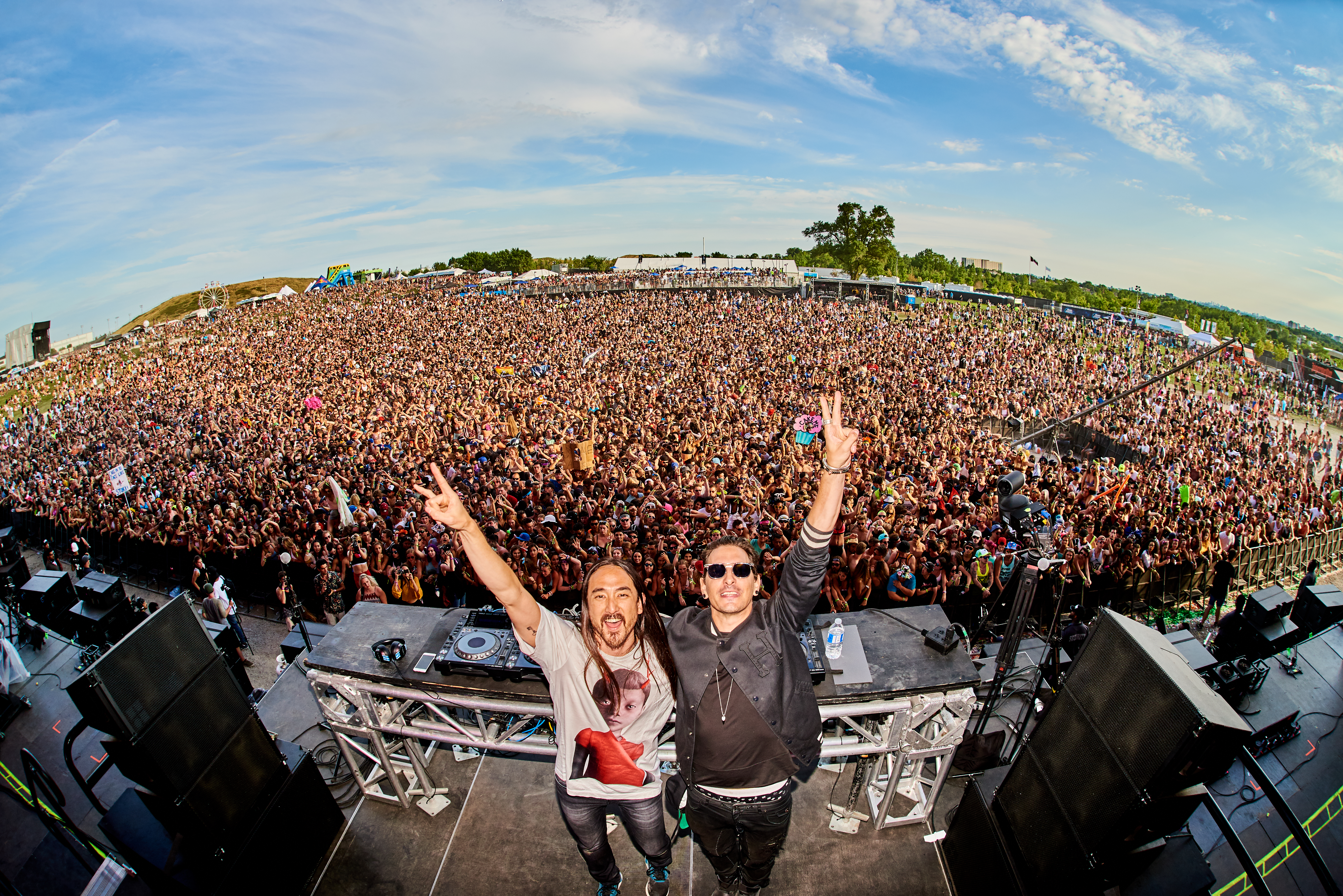
Steve Aoki zusammen mit Shaun Frank beim Veld Music Festival 2016

Am 25. März 2016 veröffentlichte Steve Aoki das Lied Can’t Go Home, das in Zusammenarbeit mit dem deutschen Newcomer-DJ und Produzent Felix Jaehn und dem britischen Sänger Adam Lambert entstand. Das Lied basiert auf typischen Felix-Jaehn-Sounds und dem Steve-Aoki-typischen Aufbau sowie markanten Dirty-Dutch-Elementen aus dessen 2011er-Produktion No Beef. Wenige Wochen später erschien das Lied Back 2 U, das gemeinsam mit dem australischen DJ und Produzenten Boehm entstand. Ebenfalls wirkte die US-amerikanische Indie-Rock-Formation Walk the Moon mit. Der Erfolg blieb den Erwartungen jedoch nach.
Gemeinsam mit dem niederländischen DJ Don Diablo, dem italienischen DJ-Duo Lush & Simon, sowie dem UK-Musiker BullySongs erschien im Sommer 2016 das Lied What We Started. Die stark vom Future-Bass beeinflusste Produktion erhielt im Gegensatz zum Vorgänger um ein weites stärkere Aufmerksamkeit. Im Laufe der letzten Monate des Jahres erschienen mehrere Singles, die geringere Promotion erfuhren. Darunter waren Kollaborationen mit Shaun Frank und Deorro.
Am 19. August 2016 erschien auf Netflix unter dem Titel I’ll Sleep When I’m Dead (Schlafen kann ich noch, wenn ich tot bin) eine Dokumentation, in der Aoki auf seine bisherige Karriere zurückblickt.
Im September 2016 veröffentlichte Aoki als späte Auskopplung seines, im Vorjahr erschienenen Studioalbums das Lied Interstellar als Single. Hinter der Single-Version stecken neben ihm nicht nur Marnik, die auch bei der Ursprungsversion mitwirkten, sondern auch der US-amerikanische Crunk-Rapper Lil Jon. Basierend auf dem neu hinzugefügten Text, wurde der Track in Supernova umbenannt.

### 2017:Kolony
Im Frühjahr 2017 wurde Without You als Single veröffentlicht. Es stellt die erste Auskopplung seines kommenden Albums dar und entstand in Zusammenarbeit mit dem kanadischen DJ-Duo Dvbbs und dem US-amerikanischen Rapper 2 Chainz. Das Studioalbum Kolony wurde im Sommer 2017 veröffentlicht und orientierte sich an US-amerikanischer Hip-Hop-Musik mit Einflüssen des Traps, wovon auch die Kollaborationspartner, unter anderem Gucci Mane, Migos und Yellow Claw zeugen. Beide Kollaborationen wurden später auch als Singles ausgekoppelt.
Am 26. Dezember 2017 veröffentlichte er ohne Ankündigung oder Promo-Aktion den Song We Are Legend als Free-Track, den er gemeinsam mit Dimitri Vegas & Like Mike produzierte. Bereits im Sommer 2013 wurde das Lied erstmals gespielt, doch die Veröffentlichung verzögerte sich. Als Grund gaben sie in einem Q&A an, dass sie an dem Vocals arbeiten würden. In den Folgejahren wurde der Song gelegentlich als Intro ihrer Dimitri-Vegas-&-Like-Mike-Sets gespielt. Beim Tomorrowland 2017 gab Aoki dann bekannt, dass sie planen würden, den Song noch in diesem Jahr zu veröffentlichen und spielte erstmals eine Vocal-Version des Liedes, die vom Singer-Songwriter Matthew Koma gesungen wurde. Die belgischen Brüder hingegen präsentierten eine Version mit weiblichen Vocals, die sich auch als die finale Version herausstellte. Hinter dem Gesang verbirgt sich die US-amerikanische Sängerin und Schauspielerin Abigail Breslin.

### 2018:5OKI&Neon Future III

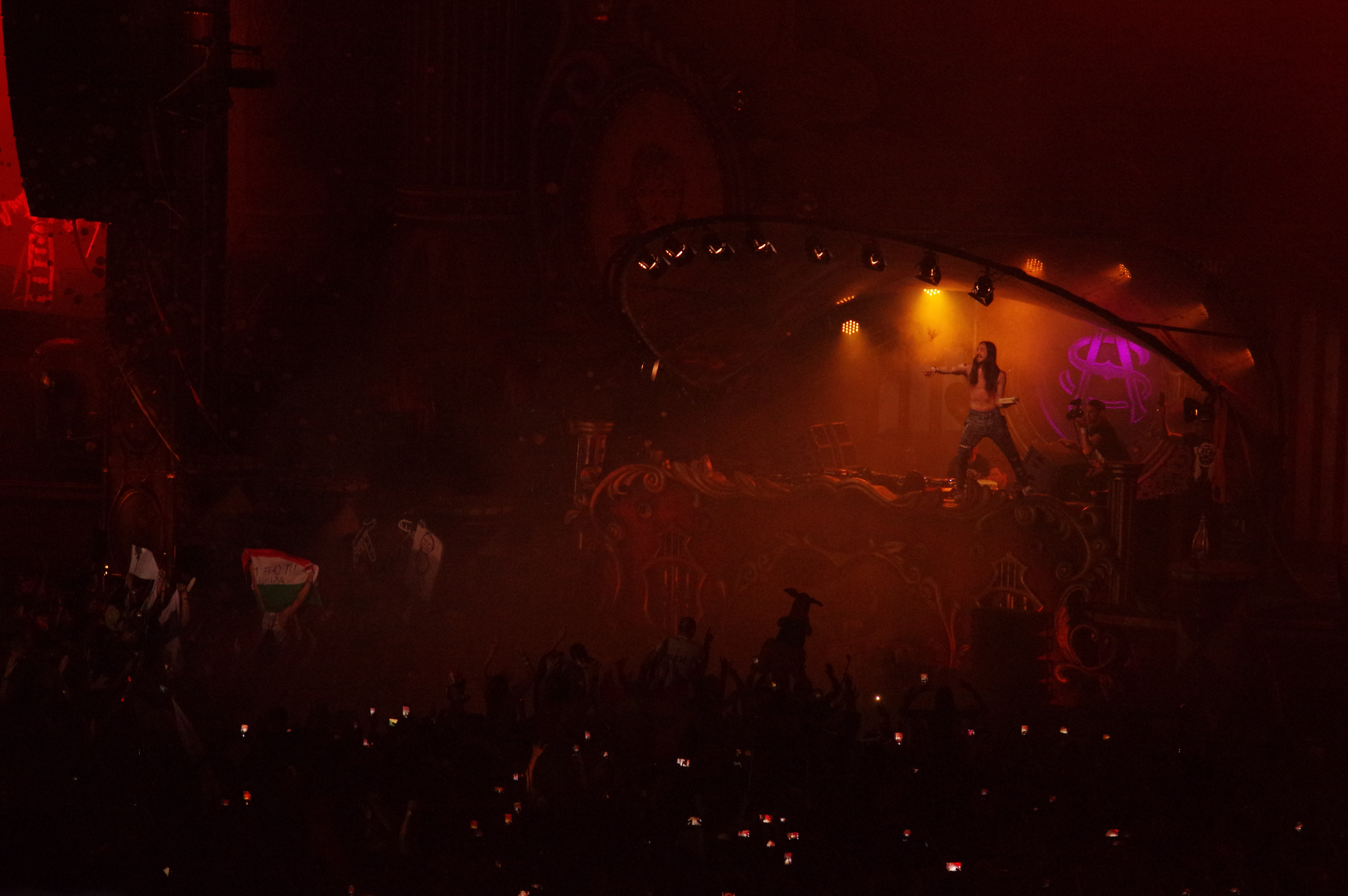
Steve Aoki beim Tomorrowland Festival (2017) vor dem Wurf einer Torte in das Publikum

Am 2. Februar 2018 veröffentlichte Steve Aoki das Lied Azukita, das in Zusammenarbeit mit dem puerto-ricanischen Latin-Musikern Daddy Yankee und Elvis Crespo sowie dem US-amerikanischen Rapper- und Produzenten-Duo Play-N-Skillz entstand. In den Track ließen sie sowohl Latin-Pop-, als auch Big-Room-Elemente einfließen.
Für Frühjahr 2018 kündigte Aoki die Veröffentlichung einer neuen EP an. Diese solle den Titel 5OKI tragen und aus fünf Singles bestehen. Den Anfang machte das Lied Mayhem, das am 21. März 2018 erschien. Es folgten die Lieder Pika Pika mit Loopers, It’s Time mit Laidback Luke und Bruce Buffer sowie Anthem mit Hardwell und Kris Kiss und auch Moshi Moshi mit Vini Vici und Mama Aoki, was am 20. April 2018 veröffentlicht wurde. Die Single-Cover wurden wie Filmplakate gestaltet und zeigen alle mitwirkenden Interpreten. Die offiziellen Musikvideos orientieren sich stilistisch an der Machart von Filmtrailern. Die auf der EP enthaltenen Songs ließen sich allesamt in den Bereich des Big-Room einordnen.
Am 28. Mai 2018 veröffentlichte Steve Aoki den Dance-Pop-Song Pretender, der in Zusammenarbeit mit den Brüdern AJR und dem US-amerikanischen Rapper Lil Yachty entstand. Gemeinsam präsentierten sie den Track in der Fernsehshow Good Morning America. Im Juni 2018 folgte eine Big-Room-Version des Liedes Bella Ciao aus dem 20. Jahrhundert. Durch die spanische Fernsehserie Haus des Geldes erhielt der Titel starke Aufmerksamkeit, weshalb diverse Neuinterpretationen des Tracks erschienen, so auch eine von Aoki und Marnik. Ihr Remix entwickelte sich im Sommer des Jahres zu einem Festival-Hit. Am 15. Juni 2018 erschien eine Kollaboration mit den US-amerikanischen Produzenten Deorro, MakJ und Max Styler. Die Psy-Trance-Produktion trägt den Titel Shakalaka und enthält ein Vocal-Sample des Tracks Boom Shaka Laka von Hopeton Lewis aus dem Jahr 1970 dar.
Im Juli 2018 veröffentlichte Aoki die Single Lie to Me, die von der norwegischen Sängerin Ina Wroldsen gesungen wird. Stilistisch orientiert sich das Lied an Wroldsens Zusammenarbeit mit Jax Jones Breathe, mit der sie einen weltweiten Erfolg feierte. Am 7. September 2018 erschien das Lied Be Somebody, das in Kollaboration mit dem niederländischen Produzenten Nicky Romero und Sängerin Kiiara entstand.
Am 5. Oktober 2018 erschien die Single Jaleo, die in Zusammenarbeit mit dem US-amerikanischen Reggaeton-Sänger Nicky Jam entstand. Der Latin-Pop-Song rückte bis auf Platz 19 der US-Billboard-Dance-Chart vor. Am selben Tag veröffentlichte er ebenfalls den Big-Room-Track Hoovela, eine Kollaboration mit dem kroatischen Produzenten-Duo Twiig.
Als erste offizielle Zusammenarbeit mit der südkoreanischen Boygroup BTS entstand das am 25. Oktober 2018 erschienene Lied Waste It on Me. Bereits vorher erschienen zwei erfolgreiche von Aoki produzierte Remixe. Waste It on Me erreichte die Single-Charts von über 18 Ländern, darunter vier Mal die Top 10. Am 9. November 2018 folgte schlussendlich sein fünftes Studioalbum Neon Future III. Auf diesem waren neben einer Reihe vorhergegangenen kommerziellen Singles, darunter Azukita, Pretender und Be Somebody neue Kollaborationen mit unter anderem blink-182, Era Istrefi und Mike Posner enthalten.

### 2019:Play It Cool
Gemeinsam mit der südkoreanischen Boygroup Monsta X veröffentlichte Aoki am 18. Februar 2019 den Song Play It Cool als Teil ihres Albums Take.2 We Are Here. Am 22. März 2019 folgte eine englische Version, die Aoki unter anderem auf seinem offiziellen YouTube-Kanal hochlud.

## Sonstiges
Steve Aoki ist in der Szene des EDM (Electronic Dance Music) besonders durch seine Liveshows bekannt. Regelmäßige Aktivitäten wie spontan von ihm ausgesuchte Menschen im Publikum mit einer Torte zu bewerfen oder Champagnerduschen sind sein Markenzeichen und gehören zu jeder Liveshow.
Am 8. Dezember 2022 wurde bekanntgegeben, dass Aoki als Teilnehmer des privaten Raumfahrt- und Kunstprojektes DearMoon ausgewählt wurde. Für die Mission unter Federführung des japanischen Unternehmers Yusaku Maezawa ist ein Vorbeiflug am Mond vorgesehen.

## Diskografie
Studioalben

| Jahr | Titel                      | Höchstplatzierung, Gesamtwochen, AuszeichnungChartplatzierungen (Jahr, Titel, Platzierungen, Wochen, Auszeichnungen, Anmerkungen) | Höchstplatzierung, Gesamtwochen, AuszeichnungChartplatzierungen (Jahr, Titel, Platzierungen, Wochen, Auszeichnungen, Anmerkungen) | Höchstplatzierung, Gesamtwochen, AuszeichnungChartplatzierungen (Jahr, Titel, Platzierungen, Wochen, Auszeichnungen, Anmerkungen) | Höchstplatzierung, Gesamtwochen, AuszeichnungChartplatzierungen (Jahr, Titel, Platzierungen, Wochen, Auszeichnungen, Anmerkungen) | Höchstplatzierung, Gesamtwochen, AuszeichnungChartplatzierungen (Jahr, Titel, Platzierungen, Wochen, Auszeichnungen, Anmerkungen) | Höchstplatzierung, Gesamtwochen, AuszeichnungChartplatzierungen (Jahr, Titel, Platzierungen, Wochen, Auszeichnungen, Anmerkungen) | Anmerkungen                              |
| Jahr | Titel                      | DE | AT | CH | UK | US | Dance | Anmerkungen                              |
| ---- | -------------------------- | --- | --- | --- | --- | --- | --- | ---------------------------------------- |
| 2010 | Wonderland                 | — | — | — | — | US59 (2 Wo.)US | Dance6 (4 Wo.)Dance | Erstveröffentlichung: 10. Januar 2012    |
| 2014 | Neon Future I              | — | AT64 (1 Wo.)AT | CH71 (1 Wo.)CH | — | US32 Gold · (2 Wo.)US | Dance1 (16 Wo.)Dance | Erstveröffentlichung: 30. September 2014 |
| 2015 | Neon Future II             | — | — | — | — | US66 (1 Wo.)US | Dance2 (6 Wo.)Dance | Erstveröffentlichung: 12. Mai 2015       |
| 2017 | Steve Aoki Presents Kolony | — | — | — | — | US195 (1 Wo.)US | Dance5 (6 Wo.)Dance | Erstveröffentlichung: 21. Juli 2017      |
| 2018 | Neon Future III            | — | — | — | — | US153 (1 Wo.)US | Dance1 (12 Wo.)Dance | Erstveröffentlichung: 9. November 2018   |
| 2020 | Neon Future IV             | — | — | — | — | — | Dance11 (1 Wo.)Dance | Erstveröffentlichung: 3. April 2020      |
| 2022 | HiROQUEST: Genesis         | — | — | — | — | — | Dance4 (1 Wo.)Dance | Erstveröffentlichung: 16. September 2022 |

## Auszeichnungen und Preise
- Best DJ of the Year – Paper Magazine (2007)
- Best Set of the Season – Ibiza Awards (2007)
- Best Party Rocker DJ – BPM Magazine (2007)
- Best Mix Album of the Year – Billboard (2008)